# Dajbog
Dažbog ou Dajbog (protoeslavo: *Daďьbogъ) foi um dos principais deuses da mitologia eslava, mais provavelmente uma divindade solar e possivelmente um herói cultural. Ele é um dos vários deuses eslavos autênticos, mencionados por vários manuscritos medievais, e um dos poucos deuses eslavos para os quais evidências de adoração podem ser encontradas em todas as tribos eslavas. 

## Etimologia
A reconstrução proto-eslava é *dadjьbogъ, composta por *dadjь, imperativo do verbo *dati "dar" e o substantivo *bogъ "deus". O significado original de Dažbog seria, de acordo com Dubenskij, Ognovskij e Niderle, "deus que dá", "deus doador".